# VMH&CC MOP
De Vughtse Mixed Hockey & Cricket Club MOP (Maakt Onderling Plezier) is een Nederlandse hockeyclub.

## Geschiedenis
MOP werd opgericht op 6 oktober 1923 in 's-Hertogenbosch. De club heette in deze dagen dan ook de ’s-Hertogenbossche Mixed Hockey & Cricket Club MOP. Er werd gespeeld op het gemeentelijk sportterrein aan de Hekellaan. Er waren echter geruime tijd problemen om op een goed veld te kunnen spelen. Er werd dan ook voorzien op een verhuizing elders in de stad. Na meerdere locaties te hebben bestreken, kon de club zich vanaf het najaar van 1935 permanent vestigen in Vught. De naam van de club werd pas in 1952 veranderd in ’s-Hertogenbossche en Vughtse Mixed Hockeyclub. Toen de club in 1991 ging verhuizen naar sportpark Bergenshuizen werd de Brabantse hoofdstad uit de naam verwijderd.

### Dames
De club was begin jaren negentig van de 20e eeuw een van de toonaangevende verenigingen in de Nederlandse vrouwenhoofdklasse. De vrouwen debuteerden in het seizoen 1982/83 op het hoogste niveau. In 1992 werd de Europacup II bij de dames gespeeld op het terrein van MOP. De Vughtse dames haalden de finale, maar moesten na strafballen buigen voor het Engelse Sutton Coldfield HC.
In het seizoen 1993/94 stonden de dames bovenaan na de reguliere competitie. In de halve finale werd HGC verslagen en in de finale om het landskampioenschap stonden de dames tegenover Kampong dat tweede eindigde in de reguliere competitie. Het waren de Utrechters die in die finale aan het langste eind trokken. Het werd 2-0 in Utrecht en 0-1 in Vught. Dichter bij het landskampioenschap is de hele club nog nooit gekomen. Datzelfde Kampong versperde in 1996 nog eens de weg voor MOP naar de finale van de play offs om het landskampioenschap. In deze periode speelden dan ook vele internationals bij de club. Echter, de resultaten gingen eind jaren 90 drastisch achteruit. Als gevolg van het vertrek van een aantal gezichtsbepalende speelsters, viel het doek in het seizoen 1998/99.
In het seizoen erna in de Overgangsklasse zag het bestuur zich na één wedstrijd al genoodzaakt het eerste vrouwenteam terug te trekken uit de competitie, omdat de vereniging geen representatief elftal op de been kon brengen. Het volgende seizoen moest het team dan ook een niveau lager gaan spelen. In 2001 werden de dames tweede achter EMHC in de 1ste klasse C. Door het kampioenschap in wederom de 1ste klasse C in 2002 promoveerden de dames weer naar de Overgangsklasse. Hier werd in 2008 het kampioenschap behaald in OVK B, maar stond HGC promotie naar de hoogste afdeling voor dames van MOP in de weg. In het het voorjaar van 2011 werd er wel promotie afgedwongen naar de Hoofdklasse na eerst wederom het kampioenschap te behalen in de Overgangsklasse B en vervolgens in de play offs af te rekenen met Rood Wit. In het seizoen 2011/12 eindigden de dames op een verdienstelijke 6de plaats in de Hoofdklasse.
| 1 B |

| 10 |

| 7 |

| 4 |

| 10 |

| 6 |

| 7 |

| 3 |

| 4 |

| 3 |

| 4 |

| 5 |

| 1 |

| 8 |

| 3 |

| 7 |

| 8 |

| 12 |

| X |

| 2 C |

| 1 C |

| 8 B |

| 8 B |

| 4 B |

| 5 B |

| 3 A |

| 1 B |

| 2 B |

| 2 B |

| 1 B |

| 6 |

| 10 |

| Eerste klasse |

| Overgangsklasse |

| Hoofdklasse |

| Eerste klasse |

| Overgangsklasse |

| Hoofdklasse |

| 1 B |

| 10 |

| 7 |

| 4 |

| 10 |

| 6 |

| 7 |

| 3 |

| 4 |

| 3 |

| 4 |

| 5 |

| 1 |

| 8 |

| 3 |

| 7 |

| 8 |

| 12 |

| X |

| 2 C |

| 1 C |

| 8 B |

| 8 B |

| 4 B |

| 5 B |

| 3 A |

| 1 B |

| 2 B |

| 2 B |

| 1 B |

| 6 |

| 10 |

| Eerste klasse |

| Overgangsklasse |

| Hoofdklasse |

| Eerste klasse |

| Overgangsklasse |

| Hoofdklasse |

### Heren
Het eerste herenteam van MOP speelde in de seizoenen 1980/81 en 1982/83 op het hoogste niveau. In 1981 eindigden de heren alleen voor Breda. In 1982 werd meteen het kampioenschap in de nieuw gevormde Overgangsklasse A en promotie behaald. De heren konden in hun tweede optreden in de Hoofdklasse het veel te hoge niveau echter wederom niet bijbenen. In de jaren die daarop volgden pendelde het eerste herenteam geregeld tussen Overgangs- en Eerste klasse. In 2005 degradeerden de mannen voor het laatst uit de Overgangsklasse met slechts twee gelijke spelen in poule A.
| 1 A |

| 12 |

| 11 B |

| 1 C |

| 9 B |

| 12 A |

| ? |

| 1 C |

| 9 A |

| 10 A |

| 6 A |

| 12 A |

| 7 C |

| 4 C |

| 1 C |

| 7 B |

| 10 B |

| 8 B |

| 5 B |

| 3 A |

| 2 A |

| 6 A |

| 9 A |

| 12 A |

| 8 A |

| 10 A |

| 7 A |

| 7 B |

| 8 B |

| 4 C |

| 8 C |

| 9 C |

| Eerste klasse |

| Overgangsklasse |

| Hoofdklasse |

| Eerste klasse |

| Overgangsklasse |

| Hoofdklasse |

| 1 A |

| 12 |

| 11 B |

| 1 C |

| 9 B |

| 12 A |

| ? |

| 1 C |

| 9 A |

| 10 A |

| 6 A |

| 12 A |

| 7 C |

| 4 C |

| 1 C |

| 7 B |

| 10 B |

| 8 B |

| 5 B |

| 3 A |

| 2 A |

| 6 A |

| 9 A |

| 12 A |

| 8 A |

| 10 A |

| 7 A |

| 7 B |

| 8 B |

| 4 C |

| 8 C |

| 9 C |

| Eerste klasse |

| Overgangsklasse |

| Hoofdklasse |

| Eerste klasse |

| Overgangsklasse |

| Hoofdklasse |

Het complex van MOP is gelegen op sportpark Bergenshuizen, en de club telt twee semi water-, één water-, één zandingestrooide kunstgrasvelden en een mini waterveldje.

## (Oud-)internationals van MOP
- Ingrid Appels
- Ageeth Boomgaardt
- Danielle Koenen
- Anneloes Nieuwenhuizen
- Florentine Steenberghe
- Margje Teeuwen
- Cécile Vinke
- Sophie von Weiler
- Suzan van der Wielen
- Daphne Touw

## Erelijst
- Landskampioen zaalhockey
  - Dames: 1979, 1980